# Яронь, Бронислав
Брони́слав Я́ронь (пол. Bronisław Jaroń; 15 февраля 1905, Глогов близ Жешува — май 1942, Освенцим) — польский палеоботаник, доктор наук.

## Биография
После окончания гимназии в Жешуве, с 1925 по 1930 год обучался на природоведческом отделении Ягеллонского университета.
В 1934 году защитил докторскую диссертацию. В 1934—1939 годах работал старшим научным сотрудником в ботаническом саду Ягеллонского университета.
Участник «Сентябрьской кампании» 1939 года. Поручик Яронь был взят в плен немецкими войсками. Позже был освобожден, вернулся в Краков и продолжил работать в ботаническом саду университета.
В марте 1941 года за участие в боевой акции подполья против оккупантов был арестован гестапо и направлен в Освенцим. В начале мая 1942 года был расстрелян в концлагере Освенцим.

## Научная деятельность
Как ученый занимался изучением флоры эпохи плейстоцена и голоцена, межледникового периода (1933), осуществил ряд новаторских работ, исследуя доисторические археоботанические остатки растений, анализируя их пыльцу в Бискупине (1936, 1938), на средневековых раскопках в Гнезно (1939) и др.
Автор ряда научных работ:
- Plejstoceńskie jezioro pod Jasłem (в соавт. 1935)
- Un village fortifié sur le marais du premier âge du fer, découvert à Biskupin. Compte-rendu des fouilles des années 1934—1935. (в соавт. 1936).